# Bosco Vetruscelli
Il bosco Vetruscelli è un vasto complesso boschivo situato nel territorio comunale di Roseto Valfortore, nei monti della Daunia in Puglia.
Il bosco trae il suo nome da Vetrisciello (anticamente Vetrascello o Bitrasello), un borgo fortificato medievale ubicato in posizione eminente presso il monte San Chirico (anticamente San Quirico, 991 m s.l.m.), un'altura strategicamente importante in quanto posta a controllo della Serra delle Tre Marine; tale dorsale era così nominata perche vi si dipartono il fiume Miscano (dal versante tirrenico), il canale del Feudo (affluente del torrente Celone, le cui acque confluiscono nel golfo di Manfredonia) e il fiume Fortore (sul versante medio-adriatico).

## Storia
Secondo certe ipotesi, il toponimo deriverebbe da Vescellium (o Vercellium), un antico luogo fortificato degli Irpini citato da Livio i cui abitanti furono detti Vescellani da Plinio. Il borgo medievale di Vetrisciello, già nominato nel Catalogus baronum come Vetrascellum, apparteneva alla grancontea e diocesi di Ariano e annoverava, oltre alla chiesa arcipretale di San Quirico, anche due monasteri dei padri teutonici, l'uno intitolato a San Leonardo e l'altro a Santa Maria a Valle. Vetrisciello cessava di esistere nel 1450 allorquando la locale chiesa di San Quirico fu chiusa e unita alla chiesa arcipretale di Roseto, che a quell'epoca e fino al 1914 era parte della medesima diocesi arianese. Il bosco Vetruscelli occupa in effetti le pendici settentrionali (digradanti verso la valle del Fortore) del sito dell'antica Vetrisciello mentre gli altri versanti, favoriti dalla migliore esposizione, sono destinati alle normali attività agro-pastorali.

## Descrizione
Il bosco ceduo Vetruscelli, di proprietà del comune di Roseto Valfortore, si estende per 190 ettari all'altezza delle sorgenti del Fortore, ad altitudini comprese tra 600 e 850 m s.l.m.. Esso costituisce il più vasto complesso boschivo afferente al sito di importanza comunitaria Monte Cornacchia - Bosco di Faeto, maggiore dunque sia del bosco Cerasa (in territorio di Biccari) sia anche del bosco Difesa (in tenimento di Faeto). La vegetazione è costituita essenzialmente da latifoglie decidue a dominanza di querce, cerri e faggi, mentre in ambito faunistico si segnala la presenza del lupo appenninico. Tra gli svariati prodotti del sottobosco il più rinomato è il tartufo nero, utilizzato anche nella produzione del miele tartufato, mentre tra i fiori spiccano le orchidee selvatiche.